# Toksyczny mściciel
Toksyczny mściciel (ang. The Toxic Avenger) – amerykańska komedia grozy klasy B z 1985 roku. Producentem i twórcą filmu jest wytwórnia Troma, znana z wielu produkcji niskobudżetowych. Mimo tego, to właśnie Toksyczny Mściciel po dziś dzień jest jej sztandarowym dziełem.

## Geneza
Reżyserem i scenarzystą filmu jest Lloyd Kaufman, który wcześniej zajmował się głównie niskobudżetowymi komediami erotycznymi. Przeczytał on w Variety artykuł zatytułowany The Horror Film is Dead (pol. Horror jako gatunek filmowy jest martwy), więc postanowił nakręcić swój własny horror. Co prawda Toksyczny Mściciel jest bardziej czarną komedią z elementami horroru, jednak miłośnicy kina grozy traktują ten tytuł jako „swój”, chociaż opinie co do samego filmu są skrajnie różne. Kaufman dawniej współpracował, w celach zarobkowych, przy kilku dużych hollywoodzkich produkcjach, m.in. Rockym – podczas realizacji tego filmu zapragnął stworzyć film, którego akcja rozgrywała by się w siłowni. Łącząc dwa swoje zamiary, napisał scenariusz do filmu, który pierwotnie nazwał Health Club Horror. Skompletował więc obsadę i nakręcił swój film.

### Kariera Toxiego
Początkowo Toksyczny Mściciel został zignorowany przez widzów, jednak gdy w późnym roku 1985 zaczęto wyświetlać go z powodzeniem w słynnym nowojorskim Bleecker Street Cinemas (kino słynące z prezentowania filmów niezależnych, zagranicznych i innych, które nie wpisywały się w mainstreamowy nurt), zwrócili na niego uwagę kinomani. Obecnie jest to jeden z najsłynniejszych filmów niskobudżetowych.
Film okazał się sukcesem, doczekał się trzech kontynuacji. W 1989 roku ukazały się Toxic Avenger II i Toxic Avenger III: The Last Temptation of Toxie. Nakręcone zostały jako jeden film, jednak materiału filmowego było tak dużo, że reżyser postanowił go podzielić i wyświetlić w dwóch częściach. Rozczarowały one jednak wielu miłośników; niektórzy twierdzili, że Troma się sprzedała – w porównaniu z pierwszą częścią, kontynuacje były mniej brutalne, brakowało im też charakterystycznego ciętego humoru. Wydany w 2001 roku Citizen Toxie: Toxic Avenger IV był za to jeszcze brutalniejszy niż część pierwsza. Powstał także serial animowany dla dzieci (1991–1993), The Toxic Crusaders, w którym to Toxie był przywódcą grupy superbohaterów-mutantów walczących z kosmitami zanieczyszczającymi Ziemię. Kreskówka była zdecydowanie łagodniejsza od filmów. Być może dzięki debiutującemu w 1991 roku Kapitanowi Planecie serial miał zabarwienie ekologiczne, a Toxie i jego drużyna byli bohaterami walczącymi o zachowanie czystego środowiska. Wytwórnia New Line Cinema planowała stworzenie aktorskiej wersji serialu, jednak ostatecznie porzucono ten zamiar. Dzięki serialowi postać Toksycznego Mściciela czasami wykorzystywana jest przez środowiska zielonych.
Toksyczny Mściciel zaadaptowany został też na potrzeby innych mediów. Od kwietnia 1991 do lutego 1992 Marvel publikował komiks; scenarzystą był Doug Moench, a rysownikiem Rodney Ramos. 10 maja 2006 roku ukazała się książka na podstawie filmu, zatytułowana The Toxic Avenger: The Novel; autorstwa Kaufmana. W latach 80. wystawiono także musical pt. The Toxic Avenger: The Musikill.

## Opis fabuły
Melvin Junko to typowy słabeusz. Jak wszyscy bohaterowie filmów Tromy, mieszka w Tromaville. Pracuje jako sprzątacz w miejscowej siłowni, gdzie jest obiektem kpin ze strony klientów, w szczególności Boza, Sluga, Wandy i Julie. Któregoś dnia ta czwórka postanawia się zabawić jego kosztem; nabierają go, w wyniku czego Melvin, w różowej spódnicy baletnicy, całuje owcę na oczach wszystkich zebranych w siłowni. Chłopak, uciekając przed śmiejącym się z niego tłumem, wyskakuje przez okno z drugiego piętra, wpadając do beczki z toksycznymi chemikaliami. Ciało chłopaka zaczyna się zniekształcać, aż w końcu – ku uciesze gapiów – Melvin staje w płomieniach, z przerażającym krzykiem uciekając spod siłowni. Niedługo później, w straszliwych męczarniach, mutuje, stając się szkaradnym monstrum.
Wieczorem grupa handlarzy narkotyków, której przewodzi Cigar Face, dręczy policjanta nazwiskiem O’Clancy, próbując go przekupić. Kiedy nie przyjmuje ich pieniędzy, Cigar Face pokazuje mu, skąd wzięła się jego ksywka – przykłada swoje cygaro do czoła O’Clancy’ego. Nagle znikąd pojawia się Toxie, pokazując w brutalny sposób, że tacy jak on nie lubią przemocy pod żadną postacią. Gdy kończy z oprychami, wyciera ich twarz mopem, co staje się jego znakiem rozpoznawczym. Policjant początkowo jest przerażony, widząc monstrum, jednak szybko przekonuje się, że nie ma ono zamiaru go skrzywdzić. Toxie wraca do domu, jednak matka, widząc, jak wygląda, nie wpuszcza go. Mutant udaje się na wysypisko, gdzie ze śmieci buduje sobie schronienie.
Następnie widzimy jedną z meksykańskich restauracji Tromaville, gdzie trzech mężczyzn przetrzymuje zakładników. Zabili jedną osobę, po czym atakują niewidomą dziewczynę (Sara); zabijają jej psa przewodnika, po czym próbują zgwałcić. W tym właśnie momencie pojawia się Toksyczny Mściciel, po raz kolejny krwawo rozprawiając się z przestępcami. Widzi Sarę, która po utracie psa skazana jest sama na siebie, dodatkowo będąc w szoku. Toxie zabiera ją do swojego domku na wysypisku, gdzie powoli zaczynają poznawać siebie, aby w końcu zostać kochankami.
Gdy Toxie powraca do swojej krucjaty przeciwko przestępczości, rozprawia się z Wendy, która była zamieszana w jego przemianę w mutanta. Daje nauczkę również ludziom, którzy próbują siłą wsadzić do limuzyny dwunastoletnią dziewczynę. Gdy próbuje jej pomóc, z limuzyny wyłania się grupa mężczyzn pod kierownictwem Cigar Face’a. Otaczają Toxiego, celują w niego z pistoletu, ale udaje mu się odskoczyć, w wyniku czego bandyci zabijają się nawzajem. Ponownie wraca też do siłowni, aby rozprawić się z Bozem i Slugiem (cała czwórka odpowiedzialna za to, co przydarzyło się Melvinowi, zabawiała się rozjeżdżając niewinnych ludzi).
Boss tromawilskiego podziemia, którym okazuje się być burmistrz Belgoody, nie jest zadowolony z tego, co w ostatnim czasie zaczęło się dziać na ulicach miasta. Obawia się, że tajemniczy mściciel w końcu dotrze i do niego, dlatego postanawia go wyeliminować. Dotychczas mutant zabijał jednak tylko przestępców, zaskarbił sobie sympatię części mieszkańców miasta, więc nie na miejscu byłoby publiczne napiętnowanie go. Idealną okazją do pozbycia się mściciela jest incydent z miejskiej pralni, gdzie Toxie zabija staruszkę. Zamieszana była ona w przestępczą działalność, jednak burmistrz tuszuje ten fakt. Nakazuje odszukać Toxiego i zniszczyć go.
Po powrocie na wysypisko Toxie jest przerażony tym, czym się stał. Wraz z Sarą postanawiają przenieść się poza miasto, gdzie niedaleko lasu zamieszkują w namiocie, jednak niedługo później ich kryjówka zostaje odkryta. Burmistrz wraz z Gwardią Narodową przybywają na miejsce, chcąc go zabić, na co jednak nie zgadzają się mieszkańcy Tromaville – wielokrotnie im pomagał, uważają go za przyjaciela. Na jaw wychodzą szemrane interesy burmistrza, który ginie z rąk Toxiego, ku zadowoleniu mieszkańców. Film kończy sekwencja z idącym przez pola Toxiem i pocieszającym głosem zza kadru, który mówi, że bez względu na to, jakie zło zaatakuje Tromaville, można liczyć na Toksycznego Mściciela.

## Obsada
| Aktor                | Rola                |
| -------------------- | ------------------- |
| Mark Torgl           | Melvin Junko        |
| Mitchell Cohen       | Toxic Avenger       |
| Andree Maranda       | Sara                |
| Jennifer Babtist     | Wanda               |
| Cindy Manion         | Julie               |
| Dan Snow             | Cigar Face          |
| Robert Prichard      | Slug                |
| Gary Schneider       | Bozo                |
| Pat Ryan, Jr.        | burmistrz Belgoody  |
| Dick Martinsen       | oficer O’Clancy     |
| Chris Liano          | Walter Harris       |
| David N. Weiss       | naczelnik policji   |
| Doug Isbecque        | Knuckles            |
| Charles Lee, Jr.     | Nipples             |
| Al Pia               | Tom Wrightson       |
| Reuben Guss          | doktor Snodburger   |
| Sarabel Levinson     | mama Melvina        |
| Kenneth Kessler      | głos Toxic Avengera |
| Dominick J. Calvitto | Skippy              |